# Pelle Eklund
Per-Erik Eklund, detto Pelle (Solna, 22 marzo 1963), è un ex hockeista su ghiaccio svedese.

## Palmarès

### Olimpiadi invernali
- 1 medaglia:
  - 1 bronzo (Sarajevo 1984)